# Csanádi Judit
Csanádi Judit (Budapest, 1953. január 24. –) magyar díszlettervező, építészmérnök, egyetemi tanár.

## Életpályája
Szülei: Csanádi György és Győri Mária. 1971-1976 között a Budapesti Műszaki és Gazdaságtudományi Egyetem hallgatója volt. 1977-ben a kaposvári Csiky Gergely Színházban dolgozott. 1978-1980 között az Állami Bábszínház szcenikusa, ahol Koós Iván és Ország Lili asszisztense volt. 1980-ban végzett a Banffi Szépművészeti Főiskolában, Kanadában. 1981-1983 között a Budapesti Műszaki és Gazdaságtudományi Egyetem Építészmérnöki Karán színházépületeket és szcenikatörténetet kutatott. 1985-1991 között az Arany János Színház díszlettervezője volt. 1991-1993 között Montréalban a Concordia Egyetemen tanított. 1993-2011 között a Kanadai Nemzeti Színművészeti Főiskolán díszlettervezést tanított. 1994-ben részt vett a Padlásszínház megalapításában. 1994-2002 között a Győri Nemzeti Színház díszlettervezője volt. 1999-2002 között az ELTE oktatója volt. 2002-ben DLA fokozatot szerzett. 2002 óta a Magyar Képzőművészeti Egyetem látványtervező egyetemi docense. 2006-ban habilitált. 2016–2018 között a Magyar Képzőművészeti Egyetem rektora volt. 
2022. december 13-tól a Széchenyi Irodalmi és Művészeti Akadémia tagja.

## Magánélete
1982-ben házasságot kötött Gyabronka József színésszel. Egy fiuk született: Péter (1983).

## Színházi munkái

### Bábtervezőként
- Szabad-e bejönni ide Betlehemmel? (1988)

### Díszlettervezőként
| - Schubert: Asszonyháború (Összeesküvők) (1980) - Szőnyi Erzsébet: Vidám sirató egy bolyongó porszemért (1980) - Molnár Andrea: A három kecskék (1981) - Kormos István: Bohóc rókák és egyéb mókák (1981) - Csurka István: Az idő vasfoga (1982) - Maugham: Imádok férjhez menni (1982) - Kosztolányi Dezső: Édes Anna (1982) - Szakonyi Károly: Hongkongi paróka (1983) - Lehár Ferenc: Luxemburg grófja (1983) - Thomas: Charley nénje (1983, 1999) - William Shakespeare: 'Színház az egész világ' (1984) - Anouilh: Eurydike (1984) - Grimm-Keleti: Az ördög három aranyhajszála (1985, 1996) - Szomory Dezső: Takács Alice (1985) - Polgár Ernő: Túl az Egyenlítőn (1985) (J) - William Shakespeare: A két veronai nemes (1985) - Kastner: Emil és a detektívek (1986) - Schönberg-Jeannot: A francia forradalom (1986) - Móricz Zsigmond: Légy jó mindhalálig (1987) - Galin: Vaklárma (1987) (J) - Keleti-Török: Csilicsala csodái (1987) - Jókai Mór: A kőszívű ember fiai (1988, 1991, 1993) - Presser Gábor: A padlás (1988, 1991-1992, 1994) - Gabnai Katalin: A mindentlátó királylány (1989, 1995) - Svarc: Hókirálynő (1989) - Kisfaludy Károly: A kérők (1990) - Simon: Furcsa pár (1990, 1996) - Gibson: Libikóka (1990) (J) - Maleszka: Vihar a Gogo Színházban (1991) - Carlo Goldoni: Két úr szolgája (1991) - Bock: Hegedűs a háztetőn (1993, 2003) - Beckett: Godot-ra várva (1994-1995) - Marriott-Foot: Csak semmi szexet kérem, angolok vagyunk! (1994) - William Shakespeare: Hamlet (1994, 2005) - Nagy András: A csábító naplója (1994) - Gozsdu-Márton: Lepkék a kalapon (1994) - Steinbeck: Egerek és emberek (1995) - Porter: Kánkán (1995) - Molière: Molière-város avagy a Nők iskolája (1995) - Osborne: Redl (1995) - Rota: A Florentin kalap (1995) - William Shakespeare: Macbeth (1996) - Leigh: La Mancha lovagja (1996) - Carlo Goldoni: A legyező (1996) - Füst Milán: A lázadó (1996) - Hellman: A kis rókák (1996) - Williams: A vágy villamosa (1996) - Dosztojevszkij: Férj az ágy alatt (1997) - Szomory Dezső: Bella (1997) - Tremblay: Sógornők (1997) - William Shakespeare: Sok hűhó semmiért (1997-1998) - Verdi: Rigoletto (1997) | - Kiss Csaba: Shakespeare király drámák avagy, ritkán hagyja el dögben rakott sejtjét a méh (1997) - Móricz Zsigmond: Nem élhetek muzsikaszó nélkül (1997) - Jacobs-Casey: Grease (Pomádé) (1997) - Fenyő-Novai: Hotel Menthol (1998, 2000) - Leszkov: Kisvárosi Lady Macbeth (1998) - Kreisler: Lola Blau (1998) - Cain: A postás mindig kétszer csenget (1998) - Miller: Az ügynök halála (1999) - Büchner: Woyzeck (1999) - William Shakespeare: Othello (1999, 2001) - Aiszkhülosz: Elektra (Áldozatvivők) (1999) - Carlo Goldoni: A szégyentelenek (1999) - Chikamatsu Monzaemon: Versekkel kártyázó szép hölgyek (2000) - Webster: Amalfi hercegnő (2000) - Csehov: Három nővér (2001) - LaBute: Szentek fecsegése (2001) - Mrozek: A púpos (2001) - Goldman: Az oroszlán télen (2002) - Thomas: A mi erdőnk alján (2002) - Grimm: Csipkerózsika (2002, 2009) - Osztrovszkij: Jövedelemző állás (2002) - Dürrenmatt: Play Strindberg (2002) - García Marquez: Száz év magány (2003) - Csehov: Ványa bácsi (2003) - Kusan: Galócza (2004) - William Shakespeare: Hazatérés Dániába (2004) - Toepler Zoltán: A látszat dzsal (2004) - MacDermot: Hair (2005) - Fassbinder: Petra von Kant keserű könnyei (2006) - Goethe: Faust (2006) - Mozart: Szöktetés a szerájból (2006) - Wilder: Szent Lajos király hídja (2006) - Kiss Csaba: Kun László (2007) - Ibsen: Peer Gynt (2007) - Márton László: A nagyratörő (2008) - William Shakespeare: Rómeó és Júlia (2008) - Szép Ernő: Lila ákác (2008, 2011) - Márton László: Az állhatatlan (2008) - Csehov: Cseresznyéskert (2009) - Márton László: A törött nádszál (2010) - Barker: Victory (Győzelem) (2010) - Molnár Ferenc: Liliom (2010) - Dumas: A kaméliás hölgy (2010) - Bulgakov: A Mester és Margarita (2010) - Bernhard: A színházcsináló (2012) - William Shakespeare: IV. Henrik (2012) - Tasnádi István: Finito (2012) - Hofi Géza: Élelem bre (1987) - Beckett: Godot-ra várva (1995) - Bock: Hegedűs a háztetőn (2003) |

## Díjai
- METESZ Diplomadíj (1976)
- A Magyar Tudományos Akadémia Kutatási Ösztöndíja (1982-1984)
- Jászai Mari-díj (2001)
- Főnix díj (2007, 2010)
- Hevesi Sándor-díj (2008)
- World Stage Design ezüst érem (2009)
- 2018-ban a Forbes őt választotta a 10. legbefolyásosabb magyar nőnek a kultúrában.